# 隐秘而伟大 (电视剧)
《隐秘而伟大》（英語：Fearless Whispers），2020年中国大陆革命剧。由李易峰、金晨、王泷正、牛骏峰、施诗、王小毅领衔主演，2018年3月正式開機，並於同年9月殺青。2020年11月6日央视八套上星。   

## 播出时间
| 频道                   | 所在地 | 播映日期       | 播出时间                                     | 备注 |
| ---------------------- | ------ | -------------- | -------------------------------------------- | ---- |
| 央视八套               | 中国   | 2020年11月6日  |                                              |      |
| 芒果TV                 | 中国   | 2020年11月6日  | VIP會員每晚24:00同步更新 非會員次日24:00更新 |      |
| 騰訊視頻               | 中国   | 2020年11月6日  | VIP會員每晚24:00同步更新 非會員次日24:00更新 |      |
| 央视一套               | 中国   | 2020年11月13日 | 09:30                                        |      |
| 江苏城市频道           | 中国   | 2020年11月16日 | 19:30                                        |      |
| 央视八套               | 中国   | 2020年12月11日 | 16:30                                        |      |
| 深圳卫视               | 中国   | 2020年12月24日 | 19:35                                        |      |
| 东南卫视               | 中国   | 2020年12月28日 | 19:35                                        |      |
| 四川卫视               | 中国   | 2021年1月2日   | 19:35                                        |      |
| 东方影视频道           | 中国   | 2021年1月5日   | 19:00                                        |      |
| 深圳卫视               | 中国   | 2021年1月25日  | 09:58                                        |      |
| 浙江电视台教科影视频道 | 中国   | 2021年1月26日  | 18.30                                        |      |
| 吉林卫视               | 中国   | 2021年2月3日   | 19:30                                        |      |
| 山东卫视               | 中国   | 2021年2月12日  | 19:30                                        |      |
| 江苏卫视               | 中国   | 2021年2月14日  | 08:13                                        |      |
| 揭阳公共频道           | 中国   | 2021年2月21日  | 23:30                                        |      |
| 央视一套               | 中国   | 2021年3月1日   | 09:29                                        |      |
| 江苏城市频道           | 中国   | 2021年3月9日   | 00:10                                        |      |
| 东方卫视               | 中国   | 2021年5月6日   | 13:59                                        |      |
| 央视一套               | 中国   | 2021年5月23日  | 08:38                                        |      |
| 福建综合频道           | 中国   | 2021年5月26日  | 20:21                                        |      |
| 央视4K超高清频道       | 中国   | 2021年6月16日  | 14:47                                        |      |
| 东方影视频道           | 中国   | 2021年7月4日   | 13:16                                        |      |
| 央视七套               | 中国   | 2021年7月9日   | 21:55                                        |      |
| 央视八套               | 中国   | 2021年8月3日   | 22.15                                        |      |

## 演员列表

### 主要演员
| 演員   | 角色   | 介紹 |
| 李易峰 | 顾耀东 | 東吳大學法律系畢業的高材生，上海市警察總局刑警二處警員，後加入共產黨。 在上海弄堂长大，怀揣着“匡扶正义，保护百姓”的理想，如愿以偿地成为一名警察。入职上海警局第一天便状况频出，意外破坏组织的抓捕行动，成为警局老员工的“眼中钉”，面对前辈们的“花式欺负”，顾耀东虽囧态百出，却仍坚守着自己“匡扶正义，保护百姓”的警察梦。                                                                       |
| 金晨   | 沈青禾 | 對外是個跑單幫的姑娘，實際上是共產黨員之一。和夏繼成及顧耀東先後為搭檔。 沈青禾表面看起来是一个热情爱钱的小市民，本该热络张罗的性格，但是因为她的多重身份，她隐秘的任务所以很多情感表达必须克制不能宣泄。公开身份是跑单帮的，实则是地下党负责传递情报的联络员。后因组织安排，以租客身份住进了顾耀东的家中，在经历了重重磨难后，对他倾心相许，最终相爱。                                       |
| 王泷正 | 夏继成 | 上海市警察總局刑警二處處長，後成為國防部首席監察官。共產黨員之一，後培養顧耀東為其接班人。 上海市警察局刑警二处处长，是个处事圆滑世故，没事就爱啃鸡腿搓麻将的中年男人。在认识了初入职场的顾耀东之后，从顾耀东身上，夏继成时常会想到当年的自己，对顾耀东有一种特殊的感情，亦师亦友。同时他也是中共上海地下党的一员，最后他和顾耀东还有沈青禾一起，历经撕扯、困惑、磨砺，成为了出色的共产党员。 |
| 牛骏峰 | 赵志勇 | 上海市警察總局刑警二處警員，顧耀東好友。而後被鍾百鳴利用，並在與鍾百鳴打鬥中墜樓而死。 出生于普通人家，对处理混沌时代下的人际关系很有自己的一套。为了稳住警局这份工作，油滑老练的他和周围人打交道。但他天性善良，面对顾耀东这样的新人，嘴上说着新人要听前辈的，但其实非常关心他，不与前辈沆瀣一气，处处帮顾耀东解决窘境，赵志勇帮他说尽好话。后兩人因路不同而不相為謀。                       |
| 施詩   | 丁放   | 上海市財政局長女兒。筆名東籬君，為著名言情小說家。喜歡顧耀東。 丁放是个我行我素、特立独行的年轻作家，笔名为“东篱君”，是文坛一颗冉冉升起的新星。她的性格就如同她的名字一样，直面深情，度势而放，她曾爱过顾耀东，也辜负过顾耀东，最终选择将这一段美好爱情永远深埋心底，远走他乡。 |

### 其他演员
| 演員   | 角色   | 介紹 |
| 王超   | 齐升平 | 警局副局长/常务副局长，结局死在溃兵船上。 |
| 罗京民 | 孔科长 | 上海市警察總局戶籍科科长。 |
| 王小毅 | 王科达 | 上海市警察總局刑警一處處長，性格火爆，極度討厭顧耀東。後被汙衊為共產黨，並死於稽查處亂槍之下。 上海市警察局刑警一处处长，身为军官学院出身的优秀军官，王处长一直在为自己所坚持的信念奋斗，他的智商不输给夏处长，总是能给正派制造许多麻烦，他的存在就是给顾耀东的成长增加难度。 |
| 黄烁文 | 杨奎   | 上海市警察總局刑警一處行動隊隊長。王科达部下。后死于夏繼成手中。 |
| 张浩天 | 刘警官 | 一處警員。 |
| 李强   | 钟百鸣 | 夏繼成調任南京後的新二處處長，表面慈祥內心實則陰險狡詐之人。王科達案後升任副局長，最後知曉顧、夏身分後死於顧耀東槍下。 |
| 葛四   | 李齐坤 | 二處隊長。 |
| 宋家腾 | 肖德荣 | 二處警員，外號肖大頭。 |
| 韩烨洲 | 大同   | 二處警員，外號胖子。 |
| 何欢   | 包一民 | 二處警員，外號包打聽。 |
| 罗辑   | 徐三   | 上海市警察總局拘留所登記室警員。 |
| 赵成顺 | 董老板 | 共產黨員，鴻豐米店老板。 |
|        | 石立由 | 共產黨員，情報組發報員。被一處抓捕後提供內部資料造成陈宪民被抓。 |
| 张涵   | 陈宪民 | 共產黨員。 |
| 刘伟   | 顾邦才 | 顾父。 |
| 刘洁   | 顾母   | |
| 周知   | 顾悦西 | 顾耀东姐姐。 顾耀东的姐姐，老公是海员，长年在外漂泊，她就带着儿子回娘家蹭吃蹭住，小日子倒也过得幸福自在。笑容特别明媚，她每天都喜欢把自己打扮得漂漂亮亮的，看起来一惊一咋的，可是内心却特别善良。                                                                             |
| 郭唐维 | 多多   | 顾耀东姐姐的兒子。 |

## 奬項与提名
| 頒獎典禮                            | 獎項                | 入围者     | 成绩 | 備註  |
| ----------------------------------- | ------------------- | ---------- | ---- | ----- |
| “TV地标”中国电视媒体暨“时代之声”    | 年度优秀电视剧      | 隐秘而伟大 | 獲獎 | [ 4 ] |
| 2020豆瓣 年度电影榜单               | 评分最高华语剧集    | 隐秘而伟大 | 獲獎 | [ 5 ] |
| 国家广播电视总局 社2020“年度影响力” | 年度剧集            | 隐秘而伟大 | 獲獎 | [ 6 ] |
| 第二届融屏传播盛典                  | 融屏时代剧集        | 隐秘而伟大 | 獲獎 | [ 7 ] |
| 中国影视蓝皮书                      | 度十大影响力电视剧  | 隐秘而伟大 | 獲獎 | [ 6 ] |
| 第27届上海电视节 "白玉兰"           | 最佳中国电视剧      | 隐秘而伟大 | 提名 | [ 8 ] |
| 第27届上海电视节 "白玉兰"           | 最佳摄影            | 隐秘而伟大 | 提名 | [ 8 ] |
| 第27届上海电视节 "白玉兰"           | 最佳编剧（原创）    | 隐秘而伟大 | 提名 | [ 8 ] |
| 2020微博娱乐白皮书                  | 最受关注剧集演员    | 李易峰     | 獲獎 | [ 9 ] |
| 影视榜样                            | 度创新剧集          | 隐秘而伟大 | 獲獎 | [ 6 ] |
| 影视榜样                            | 度总评榜—人气男配角 | 王泷正     | 獲獎 | [ 6 ] |

## 电视剧歌曲
| 曲序 | 曲目                   |
| ---- | ---------------------- |
| 1.   | 《无字歌》（片头曲）   |
| 2.   | 《风吹往事》（片尾曲） |